# El Pont d’Armentera

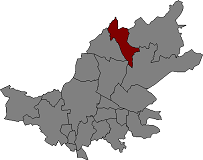
Położenie gminy na mapie comarki Alt Camp.

El Pont d'Armentera (hiszp. Pont de Armentera) – gmina w Hiszpanii,  w Katalonii, w prowincji Tarragona, w comarce Alt Camp.
Powierzchnia gminy wynosi 21,65 km². Zgodnie z danymi INE, w 2005 roku liczba ludności wynosiła 596, a gęstość zaludnienia 27,53 osoby/km². Wysokość bezwzględna gminy równa jest 349 metrów. Współrzędne geograficzne gminy to 41°23'5"N, 1°21'48"E.

## Demografia
- 1991 – 338
- 1996 – 341
- 2001 – 359
- 2004 – 364
- 2005 – 596